# Rivea
Rivea – rodzaj roślin z rodziny powojowatych (Convolvulaceae). Obejmuje trzy gatunki. Występują one w południowej Azji na obszarze od Pakistanu po Półwysep Indochiński. Mają wonne kwiaty zapylane przez motyle nocne.

## Morfologia
PokrójLiany o pędach za młodu srebrzystobiało owłosionych.
LiściePojedyncze, ogonkowe, blaszki sercowate lub sercowato-jajowate, często od spodu jedwabiście owłosione, rzadziej nagie.
KwiatyWyrastają z kątów liści pojedynczo lub zebrane po 2–3 w wierzchotkowe kwiatostany. Działki kielicha jajowate do podługowatych, równe lub nierówne. Korona biała, lejkowata z szeroko rozpostartym rąbkiem. Szyjka słupka zakończona jest równowąskim znamieniem.
OwoceNiepękający lub pękający nieregularnie, nasiona w suchym miąższu, o łupinie nagiej.

## Systematyka
Pozycja systematyczna
Rodzaj z plemienia Ipomoeeae z podrodziny Convolvuloideae w obrębie rodziny powojowatych (Convolvulaceae). 
Wykaz gatunków
- Rivea hypocrateriformis (Desr.) Choisy
- Rivea ornata (Roxb.) Choisy
- Rivea wightiana R.R.Mill